# Ostropa
Ostropa (deutsch Ostroppa oder Stroppendorf) ist ein Stadtteil von Gliwice (Gleiwitz). Ostropa liegt im Südwesten der Stadt. Südlich vom Stadtteil entspringt der Bach Ostroppka (Ostropka).

## Geschichte

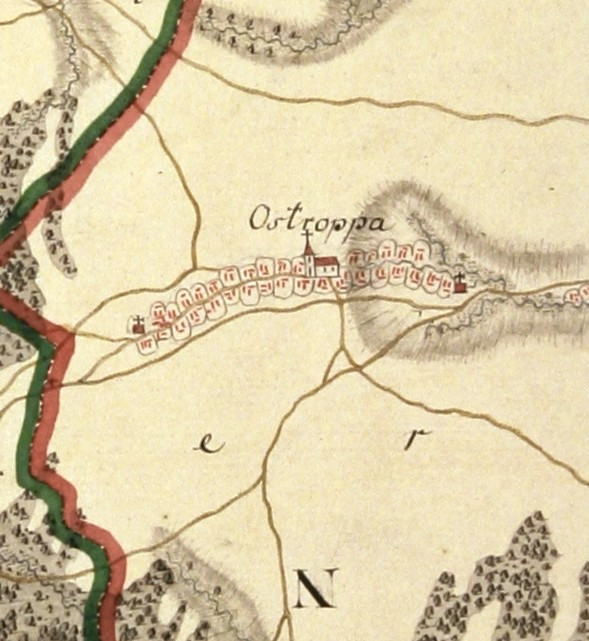
Ostroppa auf einer Karte aus dem 18. Jahrhundert

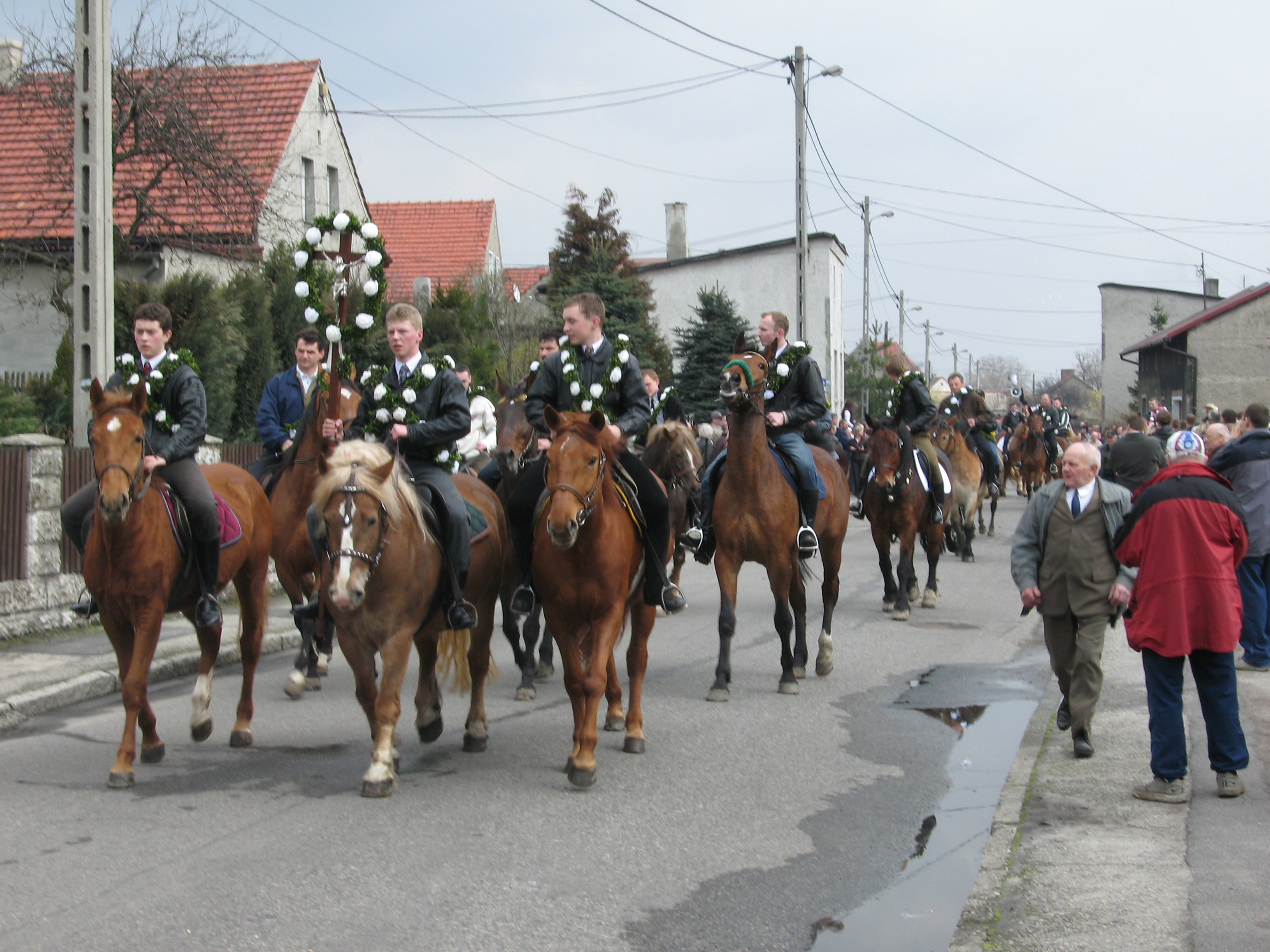
Osterreiten in Ostropa

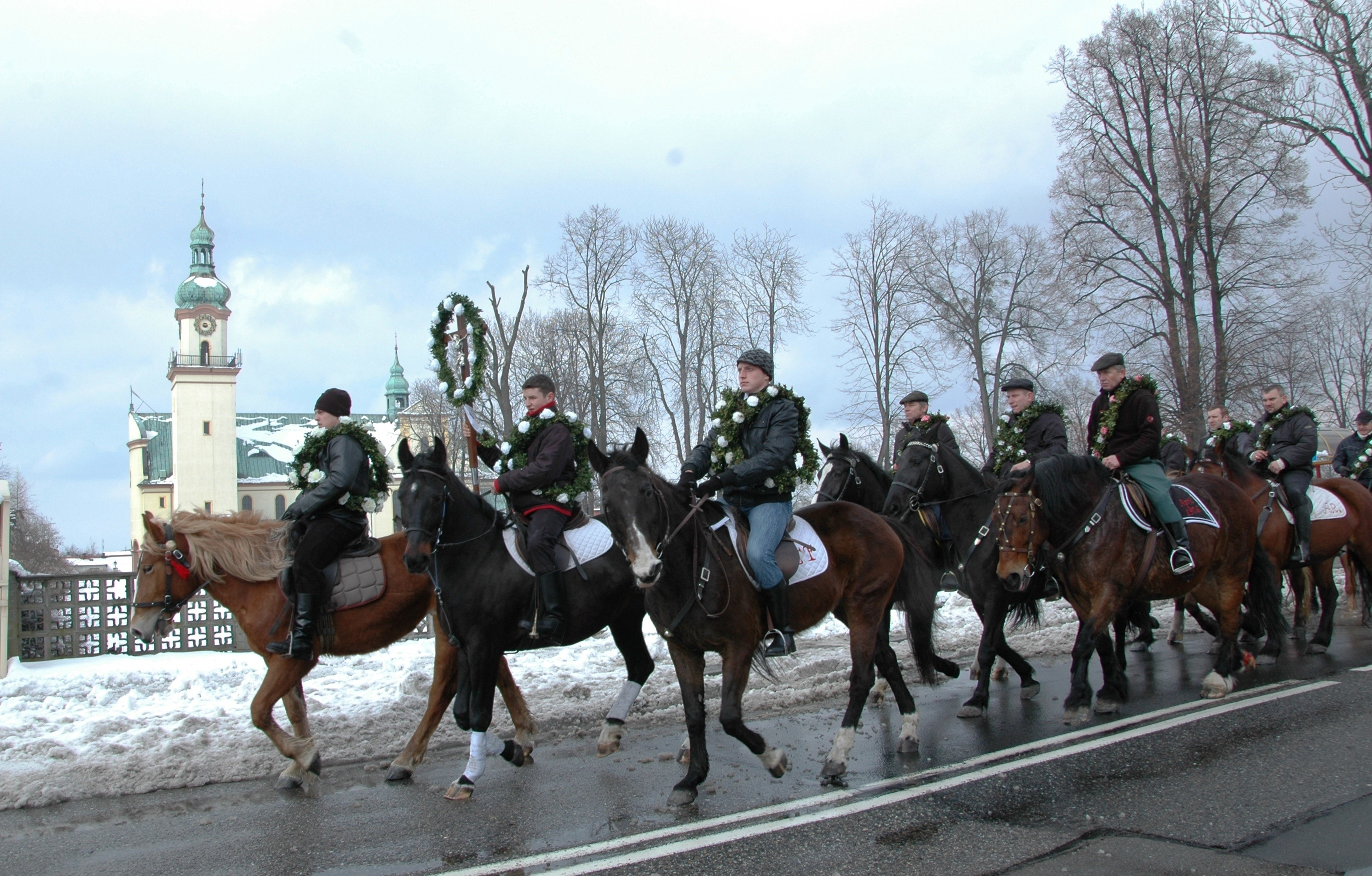
Osterreiten

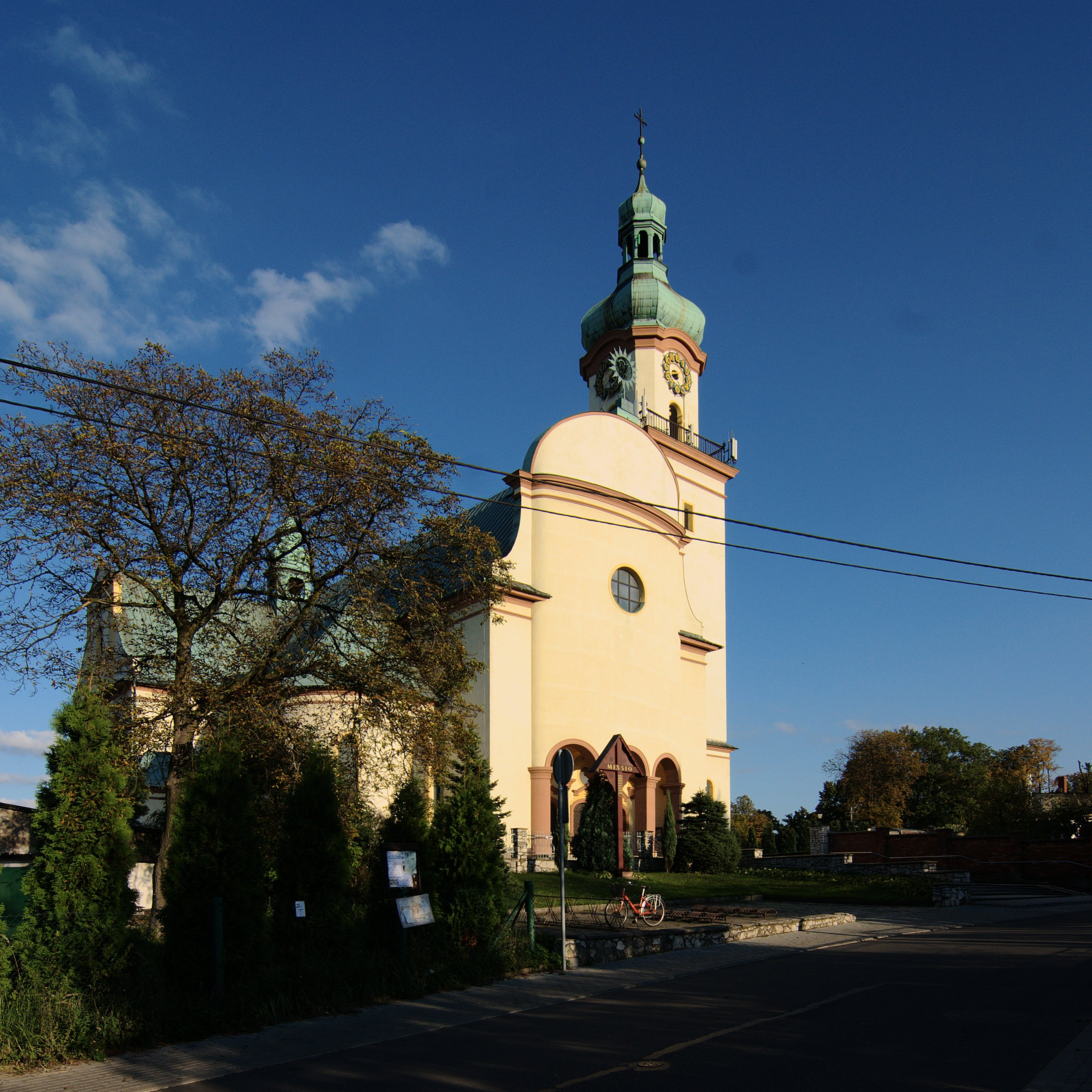
Neobarocke Heilig-Geist-Kirche

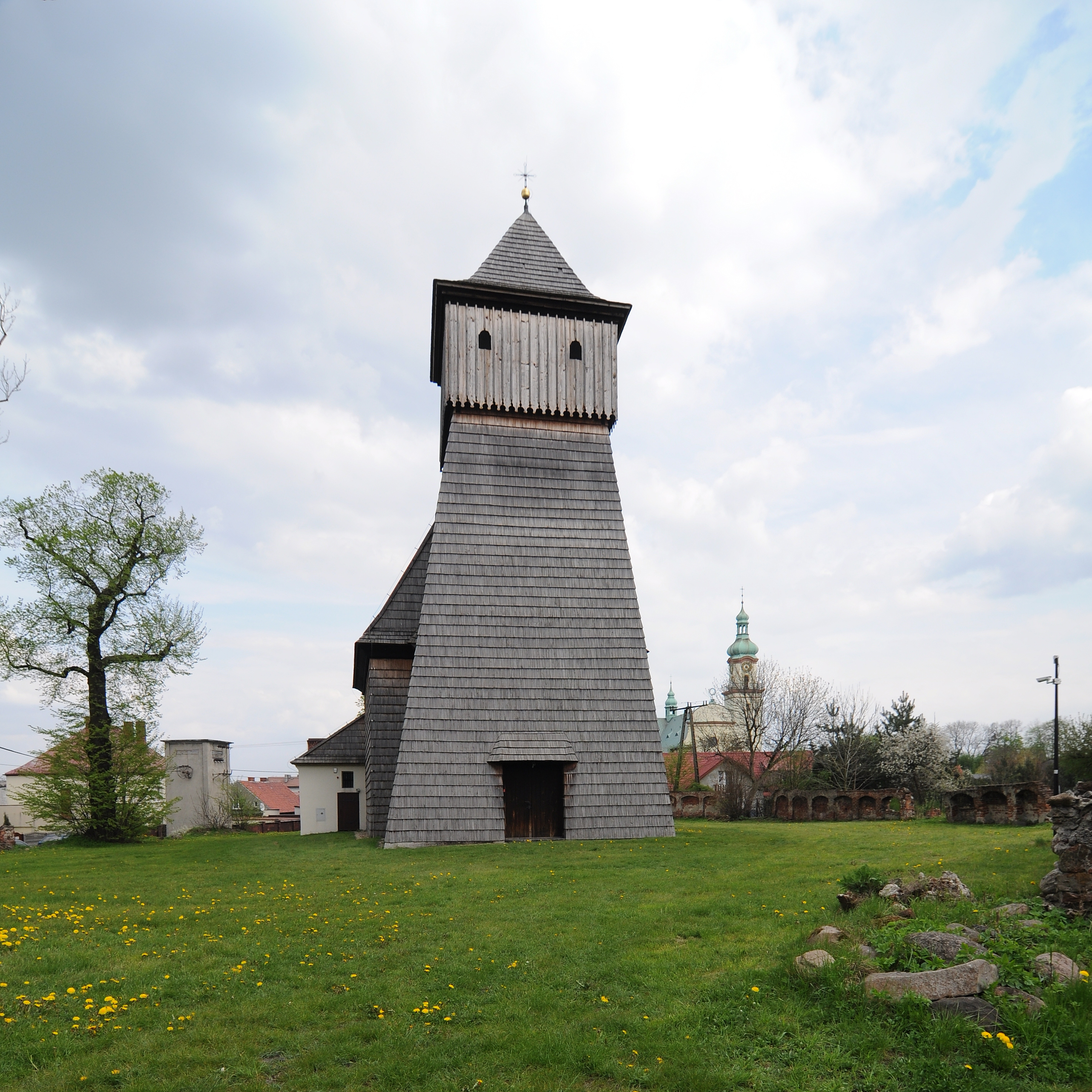
St.-Georg-Kirche

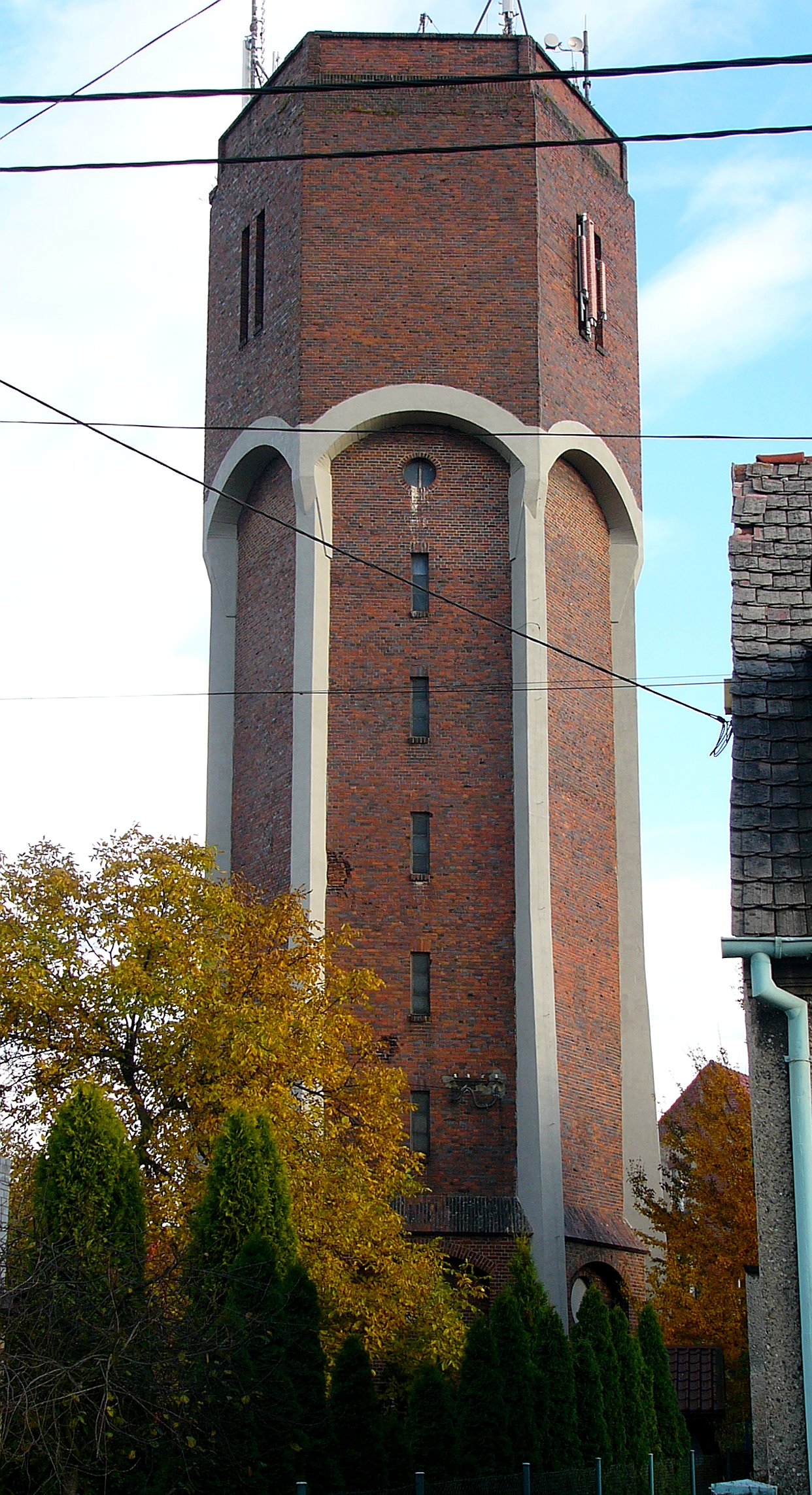
Der Wasserturm

Der Ort entstand spätestens im 13. Jahrhundert und wurde 1286 erstmals urkundlich als Rostropa erwähnt. In einem Dokument vom 24. September 1286 beurkundet Herzog Kasimir von Beuthen, Herr von Cosel, den Verkauf der Scholtisei von Ostroppa. Ostroppa wurde nach deutschem Recht angelegt. 1295–1305 wurde der Ort im Liber fundationis episcopatus Vratislaviensis (Zehntregister des Bistums Breslau) urkundlich als „Rostropitz“ erwähnt. 1534 folgte eine Erwähnung als Stroppendorff. 1640 wurde die heutige Georgkirche erbaut.
Der Ort wurde 1783 im Buch Beytrage zur Beschreibung von Schlesien als Ostroppa und als Struppendorf erwähnt, lag im Landkreis Tost und hatte 437 Einwohner, 48 Bauern, acht Gärtner, sechs Häusler und eine katholische Kirche und eine Schule. Der Ort war im Besitz der Stadt Gleiwitz. 1818 wurde der Ort als Ostrappe und Struppendorf erwähnt und war ein Gleiwitzer Kämmereidorf. 1817 wurde die katholische Schule erbaut und 1856 wurde sie erweitert. 1865 hatte Ostroppa 100 Bauernstellen, elf Gärtner und 59 Häusler.
Bei der Volksabstimmung in Oberschlesien am 20. März 1921 stimmten 648 Wahlberechtigte für einen Verbleib Oberschlesiens bei Deutschland und 940 für eine Zugehörigkeit zu Polen. Ostroppa verblieb nach der Teilung Oberschlesiens beim Deutschen Reich. 1923 eröffnete die Schule für die polnische Minderheit, sie bestand bis 1934. 1925 erhielt Ostroppa einen Anschluss an das Stromnetz. Zwischen 1925 und 1927 wurde die neue Kirche erbaut. 1936 wurde der Ort im Zuge einer Welle von Ortsumbenennungen der NS-Zeit in Stroppendorf umbenannt. Zwischen 1937 und 1941 entstand südwestlich von Stroppendorf die Siedlung Eichenkamp, das spätere Glaubensstatt. Bis 1945 befand sich der Ort im Landkreis Tost-Gleiwitz.
1945 kam der bis dahin deutsche Ort unter polnische Verwaltung und wurde anschließend der Woiwodschaft Schlesien angeschlossen und ins polnische Ostropa umbenannt. Von 1945 bis 1954 war Ostropa Sitz der Gemeinde (Gmina) Ostropa. 1950 kam der Ort zur Woiwodschaft Kattowitz. 1975 wurde Ostropa vom aufgelösten Powiat Gliwicki nach Gliwice eingemeindet. 1999 kam der Ort zur neuen Woiwodschaft Schlesien.

## Bauwerke und Sehenswürdigkeiten
- Die St.-Georg-Kirche ist eine Schrotholzkirche aus dem 15. Jahrhundert. Der Chor stammt aus dem 15. Jahrhundert, das Kirchenschiff von 1640, die Einrichtung aus dem 17. und 18. Jahrhundert.
- Die Heilig-Geist-Kirche ist eine neobarocke Kirche. Sie wurde am 25. September 1927 eingeweiht.
- Nepomukkapelle
- Bildstock mit heiligem Urban
- Bildstock mit heiligem Florian
- Gefallenendenkmal für die Gefallenen des Ersten Weltkriegs, 1991 erneuert.
- Der Wasserturm ist ein expressionistischer Stahlbetonbau mit Ziegelausfachung

## Kultur
In Ostropa hat sich der Brauch des Osterreitens erhalten.

## Bildung
- Grundschule Nr. 3

## Vereine
- Deutscher Freundschaftskreis Ortsgruppe[8]

## Persönlichkeiten
- Waldemar Cimander (* 1955), ehemaliger Fußballtorhüter

## Verkehr
Ostropa hat einen Anschluss an die Autobahn A4.